# Mariusz Kubaszewski
Mariusz Kubaszewski (ur. 11 lipca 1982) – polski lekkoatleta specjalizujący się w biegu na 110 m przez płotki.

## Osiągnięcia
Zawodnik Zawiszy Bydgoszcz. Srebrny medalista I Halowego Pucharu Świata Wojskowych w Atenach (2009) w biegu na 60 metrów przez płotki z wynikiem 7,91 s. Wielokrotny medalista Mistrzostw Polski seniorów zarówno w hali, jak i na stadionie, jednak nigdy nie udało mu się zdobyć złotego medalu tych imprez. W roku 2011 zdobył brązowy medal w biegu na 110 m przez płotki podczas Światowych Wojskowych Igrzysk Sportowych 2011.
Jest żołnierzem Wojska Polskiego w stopniu kaprala.

## Rekordy życiowe
- bieg na 60 m przez płotki – 7,80 s. (2-krotnie: 2009, 2011)
- bieg na 110 m przez płotki – 13,60 s. (26 czerwca 2009, Bottrop) – 15. wynik w historii polskiej lekkoatletyki[3]